# Свид
Свид (исл. Svið) — блюдо исландской кухни: баранья голова, разрезанная пополам, очищенная от шерсти и сваренная без мозга. Иногда её предварительно для профилактики выдерживают в молочной кислоте. Блюдо подают с глазами и зубами. Свид часто служит основой для свидасульта (зельц). Блюдо возникло как попытка полностью использовать мясо убитого животного, а впоследствии стало традиционной закуской. Его подают в составе торраматюр — набора блюд на зимнем фестивале Торраблоут.